# Vila Franca de Xira
Vila Franca de Xira – miejscowość w Portugalii, leżąca w dystrykcie Lizbona, w regionie Lizbona, w podregionie Grande Lizbona. Miejscowość jest siedzibą gminy o tej samej nazwie.

## Demografia
| Liczba ludności gminy Vila Franca de Xira (1801–2011) | Liczba ludności gminy Vila Franca de Xira (1801–2011) | Liczba ludności gminy Vila Franca de Xira (1801–2011) | Liczba ludności gminy Vila Franca de Xira (1801–2011) | Liczba ludności gminy Vila Franca de Xira (1801–2011) | Liczba ludności gminy Vila Franca de Xira (1801–2011) | Liczba ludności gminy Vila Franca de Xira (1801–2011) | Liczba ludności gminy Vila Franca de Xira (1801–2011) | Liczba ludności gminy Vila Franca de Xira (1801–2011) | Liczba ludności gminy Vila Franca de Xira (1801–2011) |
| ----------------------------------------------------- | ----------------------------------------------------- | ----------------------------------------------------- | ----------------------------------------------------- | ----------------------------------------------------- | ----------------------------------------------------- | ----------------------------------------------------- | ----------------------------------------------------- | ----------------------------------------------------- | ----------------------------------------------------- |
| 1801                                                  | 1849                                                  | 1900                                                  | 1930                                                  | 1960                                                  | 1981                                                  | 1991                                                  | 2001                                                  | 2004                                                  | 2011                                                  |
| 3 839                                                 | 5 202                                                 | 15 766                                                | 24 053                                                | 40 594                                                | 88 193                                                | 103 571                                               | 122 908                                               | 133 224                                               | 136 886                                               |

## Sołectwa
Sołectwa gminy Vila Franca de Xira (ludność wg stanu na 2011 r.)
- Alhandra – 6047 osób
- Alverca do Ribatejo – 31 070 osób
- Cachoeiras – 766 osób
- Calhandriz – 801 osób
- Castanheira do Ribatejo – 7500 osób
- Forte da Casa – 11 056 osób
- Póvoa de Santa Iria – 29 348 osób
- São João dos Montes – 6018 osób
- Sobralinho – 5050 osób
- Vialonga – 21 033 osoby
- Vila Franca de Xira – 18 197 osób